# Saint-Michel-de-Chabrillanoux
 Saint-Michel-de-Chabrillanoux  es una población y comuna francesa, ubicada en la región de Ródano-Alpes, departamento de Ardèche, en el distrito de Privas y cantón de La Voulte-sur-Rhône.

## Demografía
| 479 | 379 | 274 | 250 | 238 | 270 |
| Para los censos de 1962 a 1999 la población legal corresponde a la población sin duplicidades (Fuente: INSEE [Consultar]) |     |     |     |     |     |